# The getaway (album van Chris de Burgh)
The getaway is het zesde studioalbum van Chris de Burgh. Het album verscheen na twee jaar stilte op elpeegebied, onderbroken voor verzamelalbum Best moves. Voor dit album kon De Burgh gebruik maken van muziekproducent Rupert Hine en zijn geluidstechnicus Stephen W. Tayler. Opnamen vonden plaats in de Farmyard geluidsstudio in Little Chalmont, Buckinghamshire, Engeland.
Het kan gezien worden als een bescheiden doorbraak van De Burgh, want het is het eerste album dat de Britse albumlijsten wist te halen. Het stond zestien weken in de lijst met als hoogste notering plaats 30. In de Verenigde Staten kwam het tot plaats 43. Het album scoorde voornamelijk in Duitsland, Noorwegen en Oostenrijk. In Duitsland stond het 58 weken genoteerd en haalde de eerste plaats; in Noorwegen 23 weken en plaats twee, in Oostenrijk 14 weken met plaats drie. Nederland en België waren nog niet zover. 

## Musici
- Chris de Burgh – zang, akoestische gitaar, piano op Borderline
- Phil Palmer – gitaar
- Tim Wynveen – gitaar op Crying and laughing, Living on the island, Light a fire en Liberty
- John Giblin – basgitaar
- Rupert Hine – toetsinstrumenten, percussie, achtergrondzang, orkestratie
- David Caddick – piano op I’m counting on you
- Steve Negus – slagwerk (dan drummer bij Saga, Rupert Hine was destijds ook producer van die band)
- Stephen W. Tayler, Anthony Thistlethwaite – blaasinstrumenten
- Nigel Warren-Green – cello op I’m counting on you
- Anthony Head - spreekstem op Don't pay the ferryman
- Sue Wilkinson, Diane Davison (vrouw van Chris), Miriam Stockley (zong onder andere bij Mike Oldfield) – achtergrondzang

## Muziek
| Nr. | Titel                      | Duur |
| --- | -------------------------- | ---- |
| 1.  | Don't pay the ferryman     | 3:48 |
| 2.  | Living on the island       | 3:31 |
| 3.  | Crying and laughing        | 4:33 |
| 4.  | I’m counting on you        | 4:27 |
| 5.  | The getaway                | 3:52 |
| 6.  | Ship to shore              | 3:49 |
| 7.  | All the love I have inside | 3:18 |
| 8.  | Borderline                 | 4:37 |
| 9.  | Where peaceful waters flow | 3:54 |
| 10. | The revolution             | 1:46 |
| 11. | Light a fire               | 2:08 |
| 12. | Liberty                    | 5:02 |

Het nummer Borderline (grens) werd een soort evergreen in het oeuvre van De Burgh; het werd meerdere malen gespeeld tijdens zijn concerten. Het nummer kreeg een tekstueel vervolg in Say goodbye to it all op het album Into the light. De laatste drie tracks vormen één geheel, ze werden op de Japanse persing qua tijd anders ingedeeld.